# Maria Rosa Quario
Maria Rosa Carla Anita Quario (ur. 24 maja 1961 w Mediolanie) – włoska narciarka alpejska.

## Kariera
W zawodach Pucharu Świata zadebiutowała 8 grudnia 1977 roku w Val d’Isère, gdzie zajęła 19. miejsce w gigancie. Pierwsze punkty (do końca sezonu 1977/1978 punkty zdobywało 10 najlepszych zawodniczek) wywalczyła 8 stycznia 1979 roku w Les Gets, gdzie zajęła siódme miejsce w slalomie. Na podium zawodów tego cyklu pierwszy raz stanęła 27 stycznia 1979 roku w Mellau, wygrywając rywalizację w slalomie. W zawodach tych wyprzedziła Austriaczkę Annemarie Moser-Pröll i Francuzkę Perrine Pelen. W kolejnych startach jeszcze 14 razy stawała na podium, odnosząc przy tym trzy zwycięstwa: 30 stycznia 1983 roku w Les Diablerets, 12 lutego 1983 roku w Wysokich Tatrach i 14 grudnia 1983 roku w Sestriere była najlepsza w slalomach. Ostatni raz w czołowej trójce znalazła się 19 marca 1985 roku w Park City, gdzie była trzecia w slalomie. W sezonie 1981/1982 zajęła dziesiąte miejsce w klasyfikacji generalnej. Ponadto w sezonie 1981/19821974 była trzecia w klasyfikacji slalomu (w klasyfikacji generalnej zajęła 14. miejsce).
Wystartowała na igrzyskach olimpijskich w Lake Placid w 1980 roku, gdzie zajęła czwarte miejsce w slalomie. Walkę o medal przegrała tam z Eriką Hess ze Szwajcarii o 0,03 sekundy. Podczas rozgrywanych cztery lata później igrzysk w Sarajewie w tej samej konkurencji zajęła siódmą pozycję. Była też między innymi piąta w swej koronnej konkurencji na mistrzostwach świata w Schladming w 1982 roku.
Jej córka, Federica Brignone, także została narciarką alpejską.

## Osiągnięcia

### Igrzyska olimpijskie
| Miejsce | Dzień     | Rok  | Miejscowość | Konkurencja | Czas biegu | Strata | Zwyciężczyni    |
| ------- | --------- | ---- | ----------- | ----------- | ---------- | ------ | --------------- |
| DNF2    | 21 lutego | 1980 | Lake Placid | Gigant      | 2:41,66    | -      | Hanni Wenzel    |
| 4.      | 23 lutego | 1980 | Lake Placid | Slalom      | 1:25,09    | +2,83  | Hanni Wenzel    |
| 7.      | 13 lutego | 1984 | Sarajewo    | Slalom      | 1:36,47    | +1,52  | Paoletta Magoni |

### Mistrzostwa świata
| Miejsce | Dzień     | Rok  | Miejscowość            | Konkurencja | Czas biegu | Strata | Zwyciężczyni    |
| ------- | --------- | ---- | ---------------------- | ----------- | ---------- | ------ | --------------- |
| 41.     | 4 lutego  | 1978 | Garmisch-Partenkirchen | Gigant      | 2:41,15    | +9,77  | Maria Epple     |
| DNF2    | 21 lutego | 1980 | Lake Placid            | Gigant      | 2:41,66    | -      | Hanni Wenzel    |
| 4.      | 23 lutego | 1980 | Lake Placid            | Slalom      | 1:25,09    | +2,83  | Hanni Wenzel    |
| 12.     | 2 lutego  | 1982 | Schladming             | Gigant      | 2:37,17    | +3,35  | Erika Hess      |
| 5.      | 6 lutego  | 1982 | Schladming             | Slalom      | 1:41,60    | +0,57  | Erika Hess      |
| 7.      | 13 lutego | 1984 | Sarajewo               | Slalom      | 1:36,47    | +1,52  | Paoletta Magoni |
| DNF2    | 4 lutego  | 1985 | Bormio                 | Kombinacja  | 18,72 pkt  | -      | Erika Hess      |
| DNF2    | 9 lutego  | 1985 | Bormio                 | Slalom      | 1:29,58    | -      | Perrine Pelen   |

### Puchar Świata

#### Miejsca w klasyfikacji generalnej
- sezon 1978/1979: 13.
- sezon 1979/1980: 31.
- sezon 1980/1981: 18.
- sezon 1981/1982: 10.
- sezon 1982/1983: 14.
- sezon 1983/1984: 17.
- sezon 1984/1985: 19.
- sezon 1985/1986: 55.

#### Miejsca na podium
1. Mellau – 27 stycznia 1979 (slalom) – 1. miejsce
2. Maribor – 8 lutego 1979 (slalom) – 3. miejsce
3. Piancavallo – 13 grudnia 1980 (slalom) – 3. miejsce
4. Piancavallo – 13 grudnia 1981 (slalom) – 3. miejsce
5. Maribor – 3 stycznia 1982 (slalom) – 2. miejsce
6. Waterville Valley – 3 marca 1982 (slalom) – 2. miejsce
7. Schruns – 16 stycznia 1983 (slalom) – 2. miejsce
8. Les Diablerets – 30 stycznia 1983 (slalom) – 1. miejsce
9. Vysoké Tatry – 12 lutego 1983 (slalom) – 1. miejsce
10. Sestriere – 14 grudnia 1983 (slalom) – 1. miejsce
11. Piancavallo – 17 grudnia 1983 (slalom) – 3. miejsce
12. Limone Piemonte – 23 stycznia 1984 (slalom) – 2. miejsce
13. Bad Kleinkirchheim – 11 stycznia 1985 (slalom) – 2. miejsce
14. Waterville Valley – 16 marca 1985 (slalom) – 2. miejsce
15. Park City – 19 marca 1985 (slalom) – 3. miejsce